# Aulos-Sinsat
Aulos-Sinsat is een gemeente in het Franse departement Ariège (regio Occitanie). De plaats maakt deel uit van het arrondissement Foix. Aulos-Sinsat is op 1 januari 2019 ontstaan door de fusie van de gemeenten Aulos en Sinsat. 
1. ↑  Populations de référence 2022.